# Münsterländer Parklandschaft

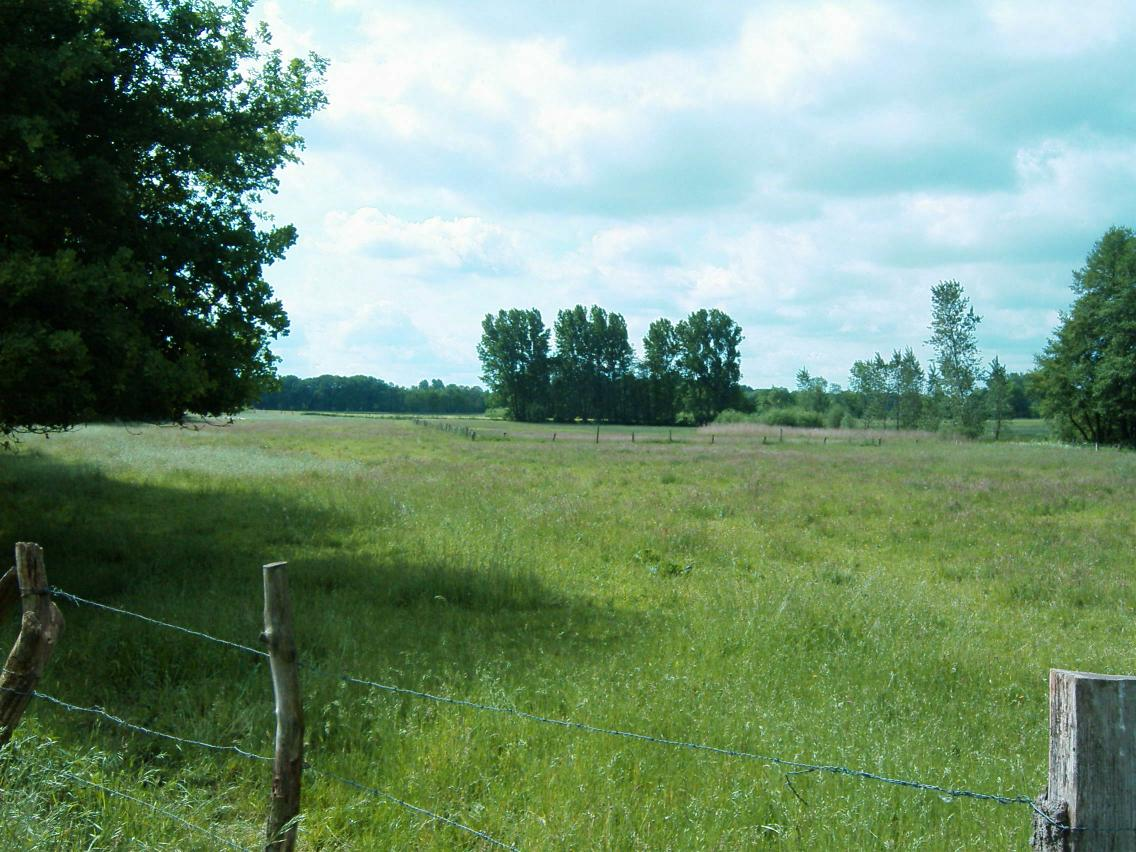

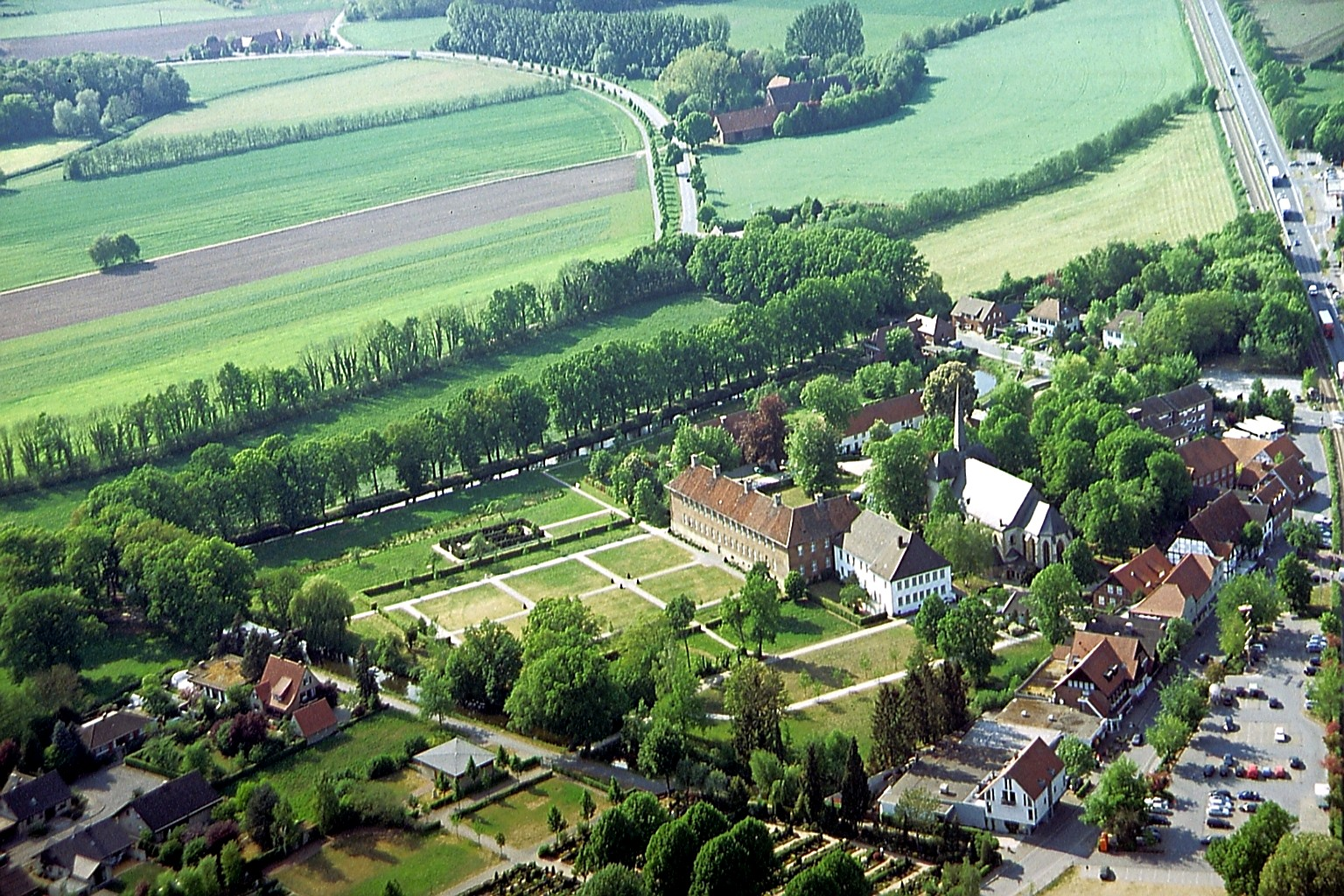
Clarholz, Kloster und Parklandschaft

Münsterländer Parklandschaft ist die Bezeichnung für die in der Westfälischen Bucht umfassend verbreitete Parklandschaft, eine kleinteilige Kulturlandschaft, geprägt durch landwirtschaftliche Nutzung in Form von Weiden, Äckern und Streuobstwiesen, regionaltypischen Wallhecken, kleinen Waldstücken und Seen. Bedingt durch die im Münsterland übliche Streusiedlung sind Gehöfte, Kotten und Scheunen in dieser Landschaftsform einzelnstehend in der Fläche verteilt; hinzu kommen einige Wasserschlösser, Gräftenhöfe, Klöster sowie kleine Orte. Die verschiedenen Raumelemente sind dabei gleichmäßig in der Fläche verteilt, die Raumstrukturen sind selbstähnlich, das Landschaftsbild zeigt immer wieder gleiche Muster. Größere Waldgebiete gibt es lediglich in der Hohen Mark und in der Davert. Größere Gewässer fehlen ebenso wie ausgeprägte Höhenzüge; die Baumberge erheben sich mit sanften Rücken lediglich rund 100 Meter über die umgebende Ebene, ihre Gipfelhöhen bleiben unterhalb der 200-Meter-Marke. Der Anteil der landwirtschaftlich genutzten Fläche ist hoch. Im Westmünsterland liegt sie bei rund 70 %.
Der Begriff Parklandschaft ist als Markenzeichen der Region einerseits identitätsstiftend, andererseits irreführend, denn die „Park“landschaft ist kein Kunstprodukt, sondern ein im Laufe der Zeit entstandener Wirtschaftsraum. Die Assoziation eines Englischen Parks ist nicht erst neueren Datums. In einer Monografie aus dem Jahr 1923 heißt es: „Noch aber sind große Teile des Münsterlandes in ihrer alten Idylle befangen. [Die Landschaft würde], wenn man in ihren Bann tritt, sich als eine Art englische Parks entpuppen, …“

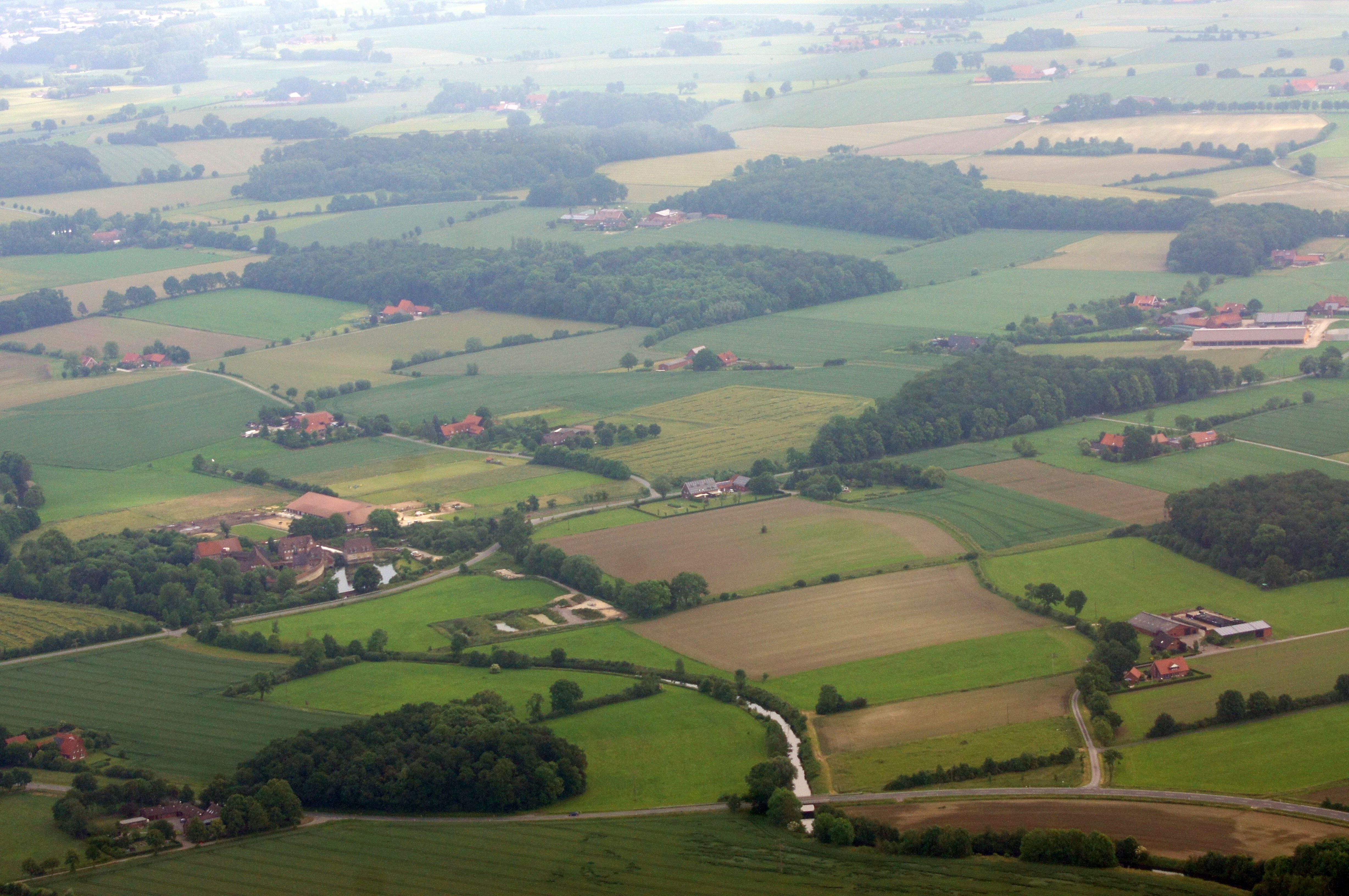
Das Münsterland bei Lüdinghausen.
Im Vordergrund die Stever und Burg Kakesbeck.

Die Regionale 2016, ein Strukturförderprogramm des Landes Nordrhein-Westfalen für das Westmünsterland, hat sich der „Weiterentwicklung der Münsterländer Parklandschaft“ vor dem Hintergrund konkurrierender wirtschaftlicher, ökologischer und touristischer Interessen verschrieben.